# Plesiosternus punctatus
Plesiosternus punctatus är en skalbaggsart som beskrevs av Moron och Henry Fuller Howden 1992. Plesiosternus punctatus ingår i släktet Plesiosternus och familjen Rutelidae. Inga underarter finns listade i Catalogue of Life.